# Улица Миесниеку
Улица Мие́сниеку (латыш. Miesnieku iela, Мясницкая улица) — улица в Риге, в историческом районе Старый город. Ведёт от улицы Пилс к набережной 11 Ноября. Длина улицы — 139 метров.

## Известные жители улицы

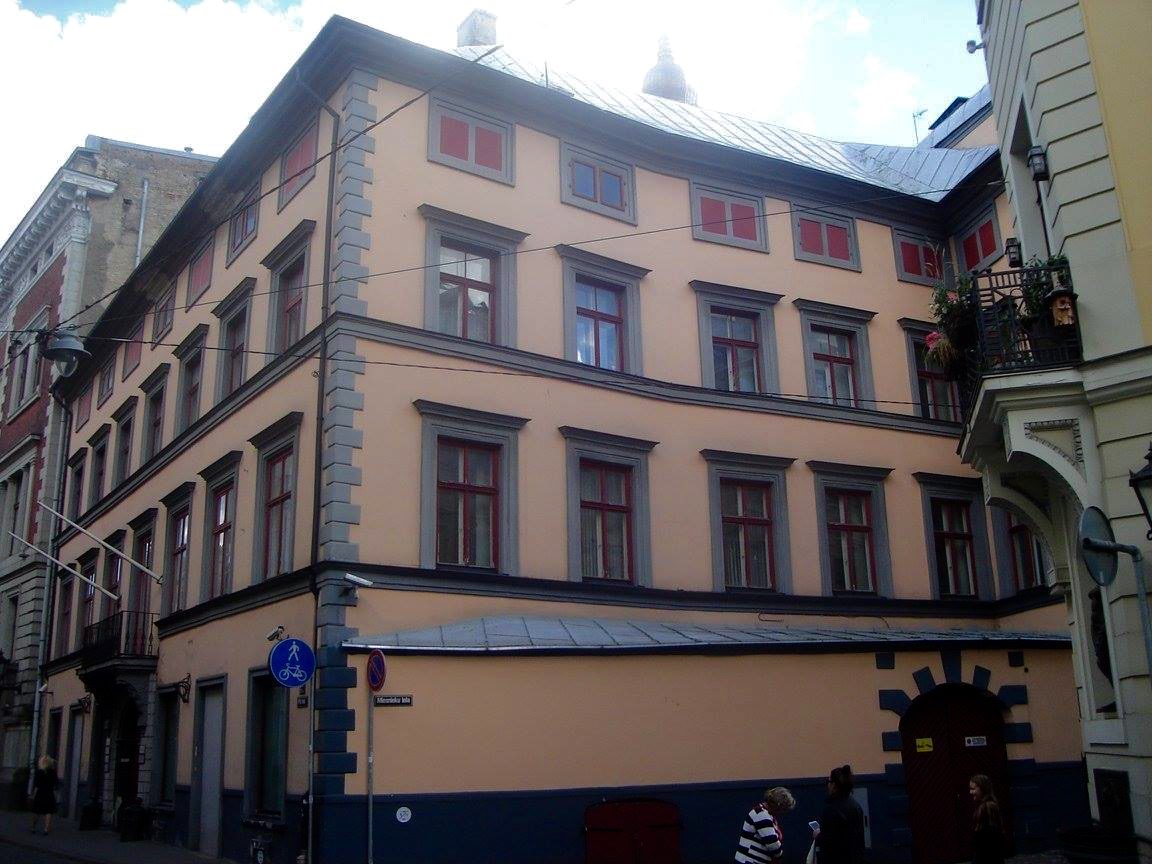
Дом Меншикова

На улице Мие́сниеку находится дом, в котором проживает самая богатая и скандальная женщина Латвии — Каргина Татьяна (владеет домами 1 и 4). Предприниматель Латвии, основатель туристической компании Parex (1986), основатель первого частного банка Parex Banka (1991). Дом Каргиной находится на углу улиц Пилс и Мие́сниеку. Официальным владельцем дома на 2019 год считается Рэм Каргин. В доме имеется собственный спа-комплекс с бассейном, тренажёрный зал, а также ранее находились сервера Parex Bank и своя радио точка. Под домом протекает небольшая река. Дом имеет два входа, центральный лифт, лифт для продуктов, зимний сад, сейфовые хранилища, общая площадь дома около 1000 м². Примерная стоимость 6 790 000 евро.

## История
Начала складываться в XIII веке, когда на прилегающих территориях была создана резиденция епископа Альберта.
Название улицы — Мясницкая (нем. Küterstraße) — возникло в XIV веке, когда в конце улицы появилась городская скотобойня.

## Достопримечательности

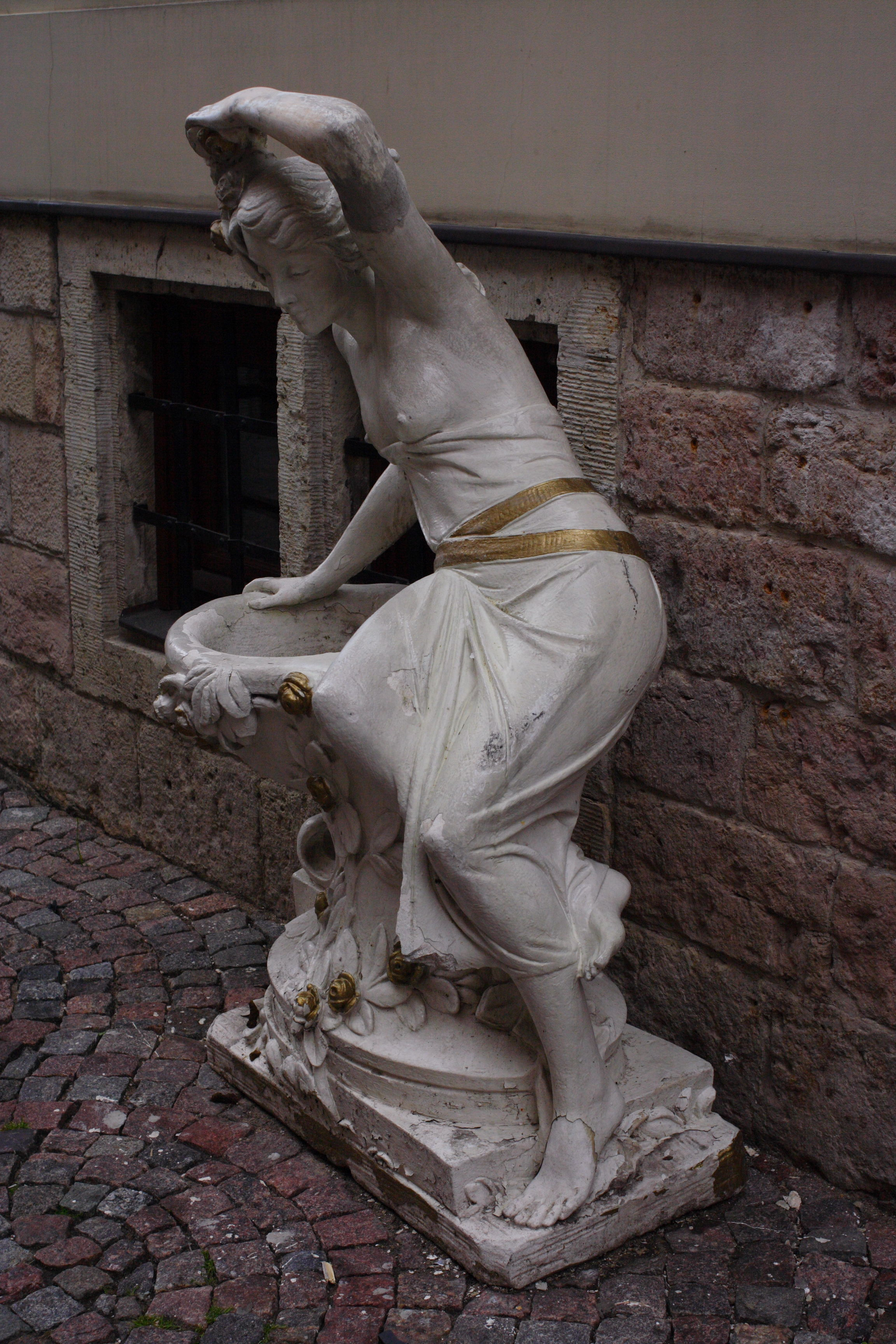
статуя перед д. 1

- д. 1 — жилой дом в стиле бюргерского классицизма (1779, архитектор Кристоф Хаберланд, отремонтирован в 1997 году по проекту архитектора Эдварда Гейжера)
- Угловой дом с улицей Пилс (улица Пилс, д. 21) — Жилой дом (1698, построен для губернатора-наместника Швеции в Риге, отремонтирован в 1993 году по проекту архитектора Эда Калниньша). В доме жил, а потом владел им А. Д. Меньшиков[3]
- д. 3 — жилой дом (XVIII век)
- д. 4 — Жилой дом (XVII—XVIII века, отреставрирован в 2003 году по проекту архитектора Рейниса Лиепиньша)
- д. 5/7 — Жилой дом (1905, архитектор Альфред Aшенкампф).
- д. 6 — Жилой дом (XVII—XVIII века)
- д. 8 — Жилой дом (1702, барокко, мастер Хинрих Хеникс, перестроен в 1906 году архитектором Генрихом Девендруссом, в 1968 году архитектором Валентиной Тарасовой).
- д. 9 — Жилой дом с магазином (1907, архитектор Герман Зейберлиньш)
- д. 10 — Жилой дом (XVIII век, перестроен в 1878 году архитектором Карлом Фельско).
- д. 11 — Жилой дом (XVII—XVIII век, отремонтирован в 1968 году по проекту архитектора Эдгара Эглайса).
- д. 12 — Жилой дом (1826, проект Якоба Гронна, перестроен в 1871 году архитектором Фридрихом Хессом, фасад по улице Бискапа гате перестроен в 1878 году по проекту архитектора Юлиуса Хагена).
- д. 13 — складские помещения (XVIII век)[4]
- д. 14 — Жилой дом с магазинами (1880, архитектор Виктор де Грейб, отремонтирован в 2000 году по проекту архитектора Aндa Клавина).
- д. 15 — складские помещения (XVII век)